# Edudelta College
Het Edudelta College was een Nederlandse vmbo- en mbo-school met vestigingen in Barendrecht, Bleiswijk, Goes en Middelharnis. De scholengemeenschap is gestopt op 1 augustus 2018 en opgegaan in Pontes Scholengroep, Scalda, Lentiz, RGO en OZHW.
De vestiging in Barendrecht heette voorheen De Gaarde. Sinds 1929 was deze school, onder de naam Lagere Tuinbouwschool gevestigd aan de 1ste Barendrechtseweg, maar sinds 1980 staat de school aan de Dierensteinweg, onder de naam De Gaarde. In 1997 fuseerde De Gaarde met AOC Zeeland en ontstond Opleidingscentrum Holland Zeeland (OCHZ). Enige jaren later (2001) werd OCHZ omgevormd tot Edudelta Onderwijsgroep. In 2008 kreeg De Gaarde het de naam Edudelta College Barendrecht. In 2018 ging het VMBO deel op in OZHW en het MBO deel in Lentiz Onderwijsgroep.
De vestiging in Middelharnis (Edudelta College Middelharnis) is sinds 2008 een samenvoeging van de Technische School te Middelharnis en de Groene School te Sommelsdijk. Nu is de school nog gehuisvest in verschillende gebouwen verspreid in Middelharnis/Sommelsdijk. Nieuwbouw op één adres is gepland voor het schooljaar 2019. In 2018 ging het VMBO deel op in RGO en het MBO deel in Lentiz Onderwijsgroep.
Groen College Goes is ontstaan door een fusie van de Rijks Middelbare Agrarische School te Goes en de Lagere Landbouwschool te Kapelle (ZLD). Deze school heeft sinds 2008 de naam Edudelta College Goes. Het MBO gedeelte in Goes is in 2018 opgegaan in Scalda. Het VMBO gedeelte werd onderdeel van Pontes Scholengroep.
In Bleiswijk had het Edudelta College in samenwerking met Melanchthon Business School haar vierde mbo-vestiging in 2012 geopend met de naam Edudelta College Bleiswijk. Deze vestiging verzorgt alleen MBO-opleidingen op niveau 1, 2, 3, & 4. Het vmbo en vhbo (Voorbereidend hoger beroepsonderwijs) van de Melanchthon Business School maken geen onderdeel uit van de samenwerking. Deze vestiging ging op in Lentiz Onderwijsgroep.

## Vestigingen

### Barendrecht
Edudelta College Barendrecht Locatie Dierensteinweg vmbo & mbo

Edudelta Contract

### Goes
Edudelta College Goes Locatie Stationspark vmbo & mbo

Edudelta Onderwijsgroep College van Bestuur & Stafdiensten

Edudelta Contract

### Middelharnis-Sommelsdijk
Edudelta College Middelharnis Locatie Schoolstraat vmbo

Edudelta College Sommelsdijk Locatie Langeweg vmbo

Edudelta College Sommelsdijk Locatie Groene Zoom mbo

Edudelta Contract

### Bleiswijk
Edudelta College Lansingerland Locatie Rembrandtlaan mbo